# Lijst van nummer 1-hits in Noorwegen in 1998
Deze hits stonden in 1998 op nummer 1 in de VG-lista, de bekendste hitlijst in Noorwegen.
| Week | Artiest                   | Titel                                  |
| ---- | ------------------------- | -------------------------------------- |
| 1    | diverse artiesten         | Perfect Day                            |
| 2    | diverse artiesten         | Perfect Day                            |
| 3    | diverse artiesten         | Perfect Day                            |
| 4    | diverse artiesten         | Perfect Day                            |
| 5    | diverse artiesten         | Perfect Day                            |
| 6    | diverse artiesten         | Perfect Day                            |
| 7    | Run-D.M.C. & Jason Nevins | It's Like That                         |
| 8    | Run-D.M.C. & Jason Nevins | It's Like That                         |
| 9    | Run-D.M.C. & Jason Nevins | It's Like That                         |
| 10   | Run-D.M.C. & Jason Nevins | It's Like That                         |
| 11   | Céline Dion               | My Heart Will Go On                    |
| 12   | Céline Dion               | My Heart Will Go On                    |
| 13   | Céline Dion               | My Heart Will Go On                    |
| 14   | Céline Dion               | My Heart Will Go On                    |
| 15   | Céline Dion               | My Heart Will Go On                    |
| 16   | Céline Dion               | My Heart Will Go On                    |
| 17   | Céline Dion               | My Heart Will Go On                    |
| 18   | Céline Dion               | My Heart Will Go On                    |
| 19   | Céline Dion               | My Heart Will Go On                    |
| 20   | Céline Dion               | My Heart Will Go On                    |
| 21   | Drömhus                   | Vill ha dig                            |
| 22   | Drömhus                   | Vill ha dig                            |
| 23   | Drömhus                   | Vill ha dig                            |
| 24   | Drömhus                   | Vill ha dig                            |
| 25   | Drömhus                   | Vill ha dig                            |
| 26   | Pras, ODB & Mýa           | Ghetto Supastar (That Is What You Are) |
| 27   | Pras, ODB & Mýa           | Ghetto Supastar (That Is What You Are) |
| 28   | Pras, ODB & Mýa           | Ghetto Supastar (That Is What You Are) |
| 29   | Pras, ODB & Mýa           | Ghetto Supastar (That Is What You Are) |
| 30   | Pras, ODB & Mýa           | Ghetto Supastar (That Is What You Are) |
| 31   | Pras, ODB & Mýa           | Ghetto Supastar (That Is What You Are) |
| 32   | Pras, ODB & Mýa           | Ghetto Supastar (That Is What You Are) |
| 33   | Aerosmith                 | I Don't Want to Miss a Thing           |
| 34   | Aerosmith                 | I Don’t Want to Miss a Thing           |
| 35   | Aerosmith                 | I Don’t Want to Miss a Thing           |
| 36   | Aerosmith                 | I Don’t Want to Miss a Thing           |
| 37   | Boyzone                   | No Matter What                         |
| 38   | Boyzone                   | No Matter What                         |
| 39   | Boyzone                   | No Matter What                         |
| 40   | Boyzone                   | No Matter What                         |
| 41   | Boyzone                   | No Matter What                         |
| 42   | Boyzone                   | No Matter What                         |
| 43   | Lene Marlin               | Unforgivable Sinner                    |
| 44   | Lene Marlin               | Unforgivable Sinner                    |
| 45   | Lene Marlin               | Unforgivable Sinner                    |
| 46   | Lene Marlin               | Unforgivable Sinner                    |
| 47   | Emilia Rydberg            | Big Big World                          |
| 48   | Emilia Rydberg            | Big Big World                          |
| 49   | Emilia Rydberg            | Big Big World                          |
| 50   | Cher                      | Believe                                |
| 51   | Cher                      | Believe                                |
| 52   | Cher                      | Believe                                |